# 김승곤
김승곤(金勝坤, 1915년 1월 7일 ~ 2008년 2월 24일)은 민족통일촉진회 최고위원을 지낸 대한민국의 독립운동가이다. 본관은 김해(金海), 다른 이름으로는 황민(黃民)·호영(胡英)등을 사용하였다.  
전라남도 담양(潭陽)에서 출생하였다.

## 생애
- 1934년 조선의열단(朝鮮義烈團) 제2기 간부학교를 졸업
- 1935년 허난성[河南省]에서 뤄양[洛陽] 육군사관학교를 졸업
- 1935년 민족혁명당에 가입 독립운동
민족혁명당 특무부 간부로서 석문룡(石文龍)·최성장(崔成章)·하동진(河東振) 등과 함께 난징[南京]·상하이[上海] 등지에서 군사공작·정보수집 등 비밀 정보활동
- 1937년 중일전쟁 때에는 각국의 외교관 및 신문기자에게 한국의 독립을 역설
- 1938년 10월 민족혁명당 산하 조선의용대(朝鮮義勇隊) 창설
- 제1차 창사대회전[長沙大會戰]에 참전
- 구룡산(九龍山)과 오동산(梧桐山) 전투에서 유격전을 전개하여 많은 전과를 올리며 활발한 항일무장투쟁을 전개
- 1943년 4월 대한민국 임시정부 국무위원회 비서로 근무
- 1943년 12월 광복군(光復軍)에 입대
- 광복군 부관주임 겸 본부구대장도 활동
- 1945년 6월 총사령부 정훈처 선전과에서 근무
- 광복 후 통일운동, 민족정기 운동에서 활동  
- 1972. 2. 25 민족통일촉진회 발기인으로 참여 
- 1984. 4. 4 민족통일촉진회 최고위원
- 1992. 9.4~1996. 9.3  제 12대 광복회장

## 상 훈
- 1963년 대통령표창, 
- 1977년 건국훈장 독립장이 수여되었다.